# Фильтрат
Фильтра́т — в широком смысле слова, жидкость, прошедшая через какой-либо фильтр. В узком смысле слова так называют жидкую фракцию, которая выделяется на свалках и полигонах для твёрдых бытовых отходов из мусора при его гниении.

## В обогащении полезных ископаемых
В процессах обогащения полезных ископаемых фильтрат является жидким продуктом процесса фильтрования. Твёрдые частицы агрегируются в виде кека.

## Свалочный фильтрат
Фильтрат выделяется как при гниении мусора как такового, так и представляет собой результат вымывания растворимых веществ атмосферными осадками (фильтрации дождей через отходы). Поскольку толщина слоёв мусора на свалках может достигать нескольких десятков метров, обычно фильтрат представляет собой насыщенный раствор всего, чего только можно. Отсутствие контроля за составом захораниваемого мусора на нелегальных свалках только усугубляет эту проблему.
Химический состав
Фильтрат обычно представляет собой густую жидкость тёмного цвета, представляющую собой водный раствор полуразложившихся органических и минеральных веществ.
Органика представлена полуразложившимися белками, жирами и углеводами, карбоновыми кислотами, кетонами, алифатическими и ароматическими углеводородами.
Из минеральных веществ наибольшую опасность представляют соли тяжёлых металлов, так как они являются неразлагаемыми загрязнителями и продолжают наносить вред людям и окружающей среде неограниченное время после разлива фильтрата.
В зависимости от состава мусора и способов его размещения фильтрат часто содержит нефтепродукты, следы отработанных масел и токсичные химические вещества.
Токсичность
Свалочный фильтрат из-за его состава относят к отходам первой категории опасности — чрезвычайно опасные. Из-за богатого состава невозможно выделить какие-то органы, на которые фильтрат влияет сильнее: он оказывает общетоксическое действие на все живые организмы.
Влияние на грунтовые воды;
При разливе фильтрата на ландшафт или поступлении его в толщу пород происходит заражение грунтов, поверхностных и грунтовых вод. В зависимости от геологического строения основания свалки фильтрат может преимущественно впадать в ручьи и реки, либо в подземные грунтовые воды, которые могут использоваться в качестве источников водоснабжения. Поэтому при проектировании полигонов выбирают участки с толстым глиняным экраном для уменьшения вероятности загрязнения подземных вод.
Защита от фильтрата
Полигон (по захоронению отходов) должен быть оборудован системой сбора фильтрата. Такая система обычно представляет собой водонепроницаемую поверхность из одной или нескольких полимерных геомембран, иногда усиленных минеральными гидроизоляторами типа глины и бентонита, и дренажного слоя, удаляющего свалочные стоки из-под свалочного тела. Очевидно, такая система сбора фильтрата должна проектироваться и строиться до начала эксплуатации полигона и захоронения мусора.
В настоящее время предпринимаются попытки откачки фильтрата из-под свалок, например, в Кучино при помощи наклонных скважин, пробурённых «под свалку». Об эффективности такого метода говорить рано.
Успешных примеров обращения с собранным фильтратом не существует в силу его высокой токсичности. Системы очистки обратным осмосом получили отрицательное заключение государственной экологической экспертизы, что обусловлено малой эффективностью очистки и необходимостью применения токсичных реагентов. Кроме того, вредные вещества при этом не пропадают, а остаются в «концентрате», который составляет 25-30 % по объёму. Есть также предложения по выпариванию фильтрата с последующим бетонированием сухого остатка, но в промышленных объёмах (300—500 кубометров в сутки) такой процесс нигде не реализован в силу его высокой энергозатратности и потенциальной опасности.
Наиболее эффективной из применяемых сегодня мер является предупреждение увеличения объёмов фильтрата, что достигается изоляцией свалочного тела от воздействия атмосферных осадков.